# 이복
이복(李福, ? ~ ?)은 중국 촉한의 정치인으로 자는 손덕(孫德)이며 익주 광한군 부현(涪縣) 사람이다. 제갈량의 죽음이 가까웠을 때 유선의 명을 받고 문안을 갔다.

## 생애
익주를 평정한 유비 아래에서 서좌(書佐), 서충국현장(西充國縣長), 성도현령(成都縣令)을 역임하였다. 유선이 촉나라를 계승한 이후로도 파서태수, 강주독(江州督), 양위장군(楊威將軍), 상서복야를 지냈으며 평양정후(平陽亭侯)에 봉해졌다. 234년(건흥 12년) 제갈량이 오장원(五丈原)에서 병이 들자 유선의 명을 받고 살피러 가 국가대계와 그 후임에 대한 메시지를 들었다. 제갈량은 자신의 후임으로 장완을, 또 그 후임으로는 비의를 추천하였다. 연희 초, 대장군 장완이 한중에 주둔할 무렵 전감군(前監軍) 겸 사마를 맡았다.

## 평가
정무의 처리가 예민하면서도 과단하여 촉나라의 향기가 되었다.

## 삼국지연의
사서가 아닌 소설 《삼국지연의》에서도 임종에 이른 제갈량에게 문안을 가는 역할을 맡았으며 유선에게 그 사망을 알린다.

## 가계
- 아버지 : 이권(李權) - 자는 백예(伯豫)이며 유력 호족으로서 임공현장(臨邛縣長)의 자리에 있었다.[3] 권력을 다지던 익주목 유언에게 숙청당했다.[4]
  - 본인 : 이복
    - 아들 : 이양(李驤) - 자는 숙룡(叔龍)이며 상서랑(尙書郞)과 광한태수를 하였다. 아버지와 마찬가지로 이름이 났다.

## 같이 보기
- 삼국지 인물 목록

## 참고 문헌
- 진수, 《삼국지》45권 촉서 제15 양희
- 《익부기구잡기》(益部耆舊雜記) ; 배송지 주석, 《삼국지》45권 촉서 제15 양희에서 인용